# Antonio James
Pour les articles homonymes, voir James.
 (novembre 2016).
Si vous disposez d'ouvrages ou d'articles de référence ou si vous connaissez des sites web de qualité traitant du thème abordé ici, merci de compléter l'article en donnant les références utiles à sa vérifiabilité et en les liant à la section « Notes et références ».
Antonio G. James, né en 1954 et mort le 1er mars 1996, était un assassin américain. Il a été jugé et exécuté en Louisiane pour le meurtre d'Henry Silver.

## Meurtre d'Henry Silver
Le 1er janvier 1979, James s'est approché d'Henry Silver, un homme de 70 ans, tandis que ce dernier était en train de sortir de sa voiture, dans son quartier de la Nouvelle-Orléans. James a placé un pistolet sur la tête de Silver et lui a demandé son argent. Quand Silver a crié à l'aide, James a placé le pistolet en-dessous de l'oreille droite de Silver, l'a armé et a tiré dans la tête de Silver. James a ensuite fouillé les poches de Silver et vola son portefeuille, qui contenait 35 dollars. Il a pris le volant et s'est échappé dans une voiture juste à côté. Silver mourut quelques heures plus tard au Charity Hospital à la Nouvelle-Orléans. James fut arrêté le 26 janvier 1979 quand il échoua dans un autre vol armé et fut tiré dessus avec son propre pistolet. Il fut accusé de meurtre au premier degré.

## Exécution

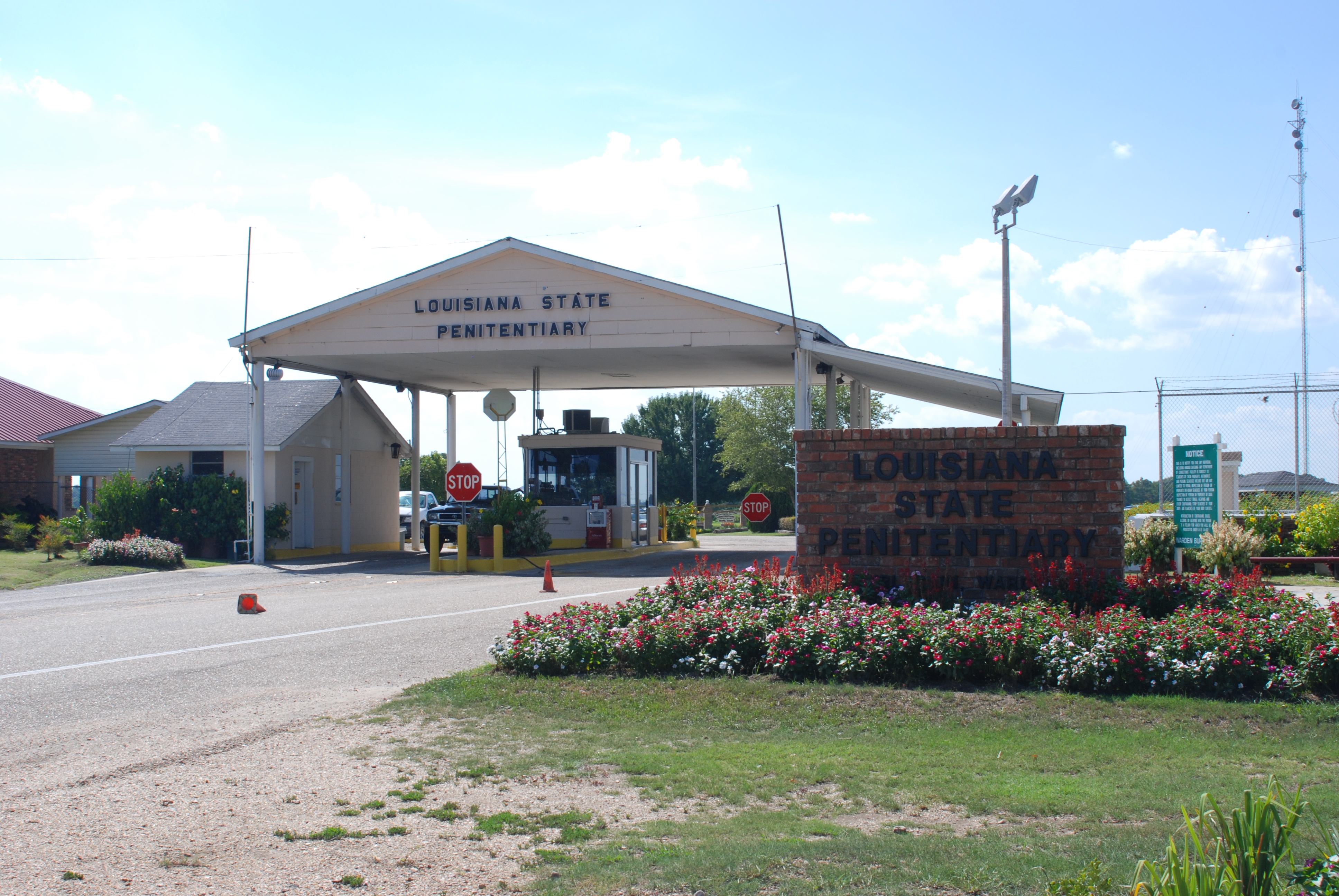
Le pénitencier d’État de Louisiane dans lequel James est exécuté en 1996.

Le 1er mars 1996, James fut exécuté par injection létale au Louisiana State Penitentiary à l'âge de 42 ans. L'équipe d'exécution a eu du mal à trouver une veine pour insérer le cathéter dans son bras pour commencer l'exécution. le directeur de la prison Burl Cain a demandé que James serre le poing pour rendre plus facile l'exécution. James s'est soumis à sa requête. 
James a refusé de donner une dernière déclaration. Cependant, le directeur Cain indique que James a déclaré « Bless you », tandis qu'il était attaché au chariot-brancard d'exécution. Son dernier repas était des huîtres frites et du gombo de crabe.
Un film intitulé Judgment at Midnight suit les dernières semaines de la vie d'Antonio James dans le couloir de la mort jusqu’à la porte de sa chambre d'exécution.